# Eduardo Soto Romero

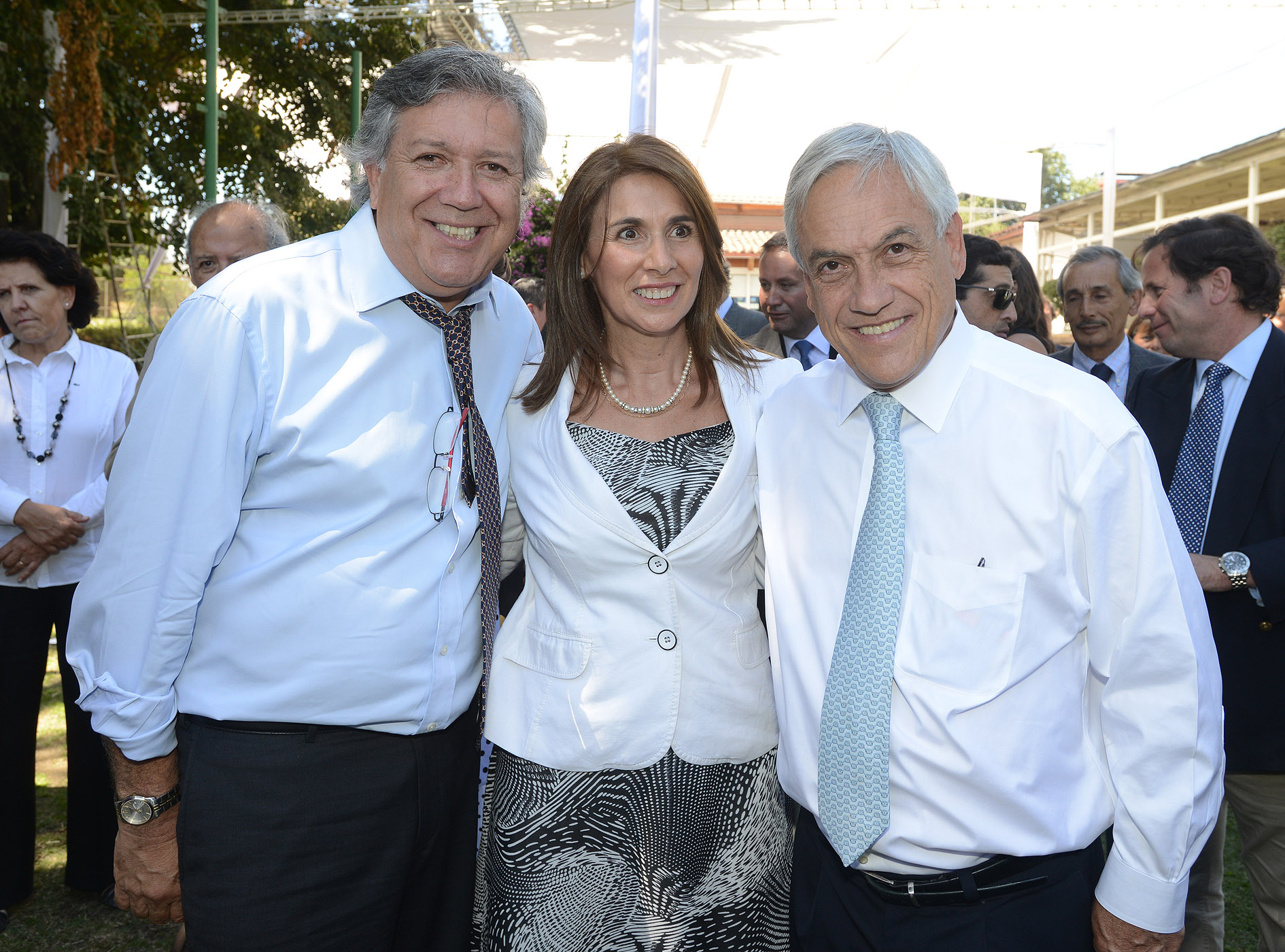
Soto (a la izquierda) junto al presidente Sebastián Piñera.

Eduardo Patricio Soto Romero (Caletones, 7 de octubre de 1958) es un locutor de radio y político chileno. Desde 2008 y hasta 2021 se desempeñó como alcalde de la comuna de Rancagua.

## Biografía
Estudió en el Instituto Comercial de Rancagua, donde fue dirigente estudiantil.
Trabajó por más de 25 años en radios, primero como locutor y luego como director de diversas radioemisoras de la ciudad de Rancagua.
Casado con Ivonne Parra, con quien tiene tres hijos: Tomás, Matías y Natalia.

## Carrera política
Fue militante de la Unión Demócrata Independiente (UDI) desde su constitución como partido en 1988.
Se presentó como candidato a concejal en las elecciones municipales de 1996, logrando sólo 936 votos (1,11%). En las elecciones municipales de 2000, el pacto Alianza por Chile decidió llevar solo tres candidatos para concentrar los votos, logrando el triunfo del alcalde Pedro Hernández Garrido (de Renovación Nacional) y de dos concejales de la UDI, Eduardo Soto y Pamela Medina Schulz. En la ocasión, Soto logró 1.428 votos (1,63%).
Para las elecciones municipales de 2004, fue elegido concejal con la tercera mayoría, con 8500 votos (10,31%). Tras la derrota del postulante a la reelección a alcalde, Pedro Hernández, ante el demócrata-cristiano Carlos Arellano Baeza, Soto se potenció de inmediato como el futuro candidato a alcalde de la coalición de centroderecha. En ese periodo se desempeñó paralelamente como presidente y secretario regional de la UDI y jefe de gabinete de la oficina parlamentaria del senador Andrés Chadwick.
Logró obtener la alcaldía de Rancagua en las elecciones municipales de 2008, con 36 385 votos (44,10%). Renovó su período en las municipales de 2012, donde logró casi el 70% de los votos.
En octubre de 2015 renunció a su militancia en la UDI. Buscó su tercera reelección, ahora como independiente, en las elecciones municipales de 2016, siendo apoyado por la coalición Chile Vamos. En dicha elección -donde poco más del 20% de los electores habilitados para votar acudieron a las urnas- derrotó por casi un 78% de los votos al candidato de la coalición Nueva Mayoría Alex Anich (PCCH).
Debido a la ley que regula la reelección de autoridades de elección popular, y al rechazo de militantes de Chile Vamos en Machalí de que fuera el candidato de la coalición para Alcalde de Machalí,  Soto no se presentó a la reelección en 2021 y apoyó abiertamente la candidatura de Raimundo Agliati (IND), en directa oposición a la decisión tomada por la coalición oficialista Chile Vamos/ Vamos por Chile, quien respaldó la candidatura de Pamela Jadell (EVOPOLI/UDI/RN/Partido Republicano). 

## Gestión como Alcalde de Rancagua (2008-2021)

### Primer Periodo (2008-2012)
Durante su primer periodo, su gestión fue marcada por los fuertes y radicales ajustes presupuestarios que debió hacer debido a la deficitaria situación en que estaba la municipalidad heredada de las deudas y emprésitos contraídos por las gestiones de sus antecesores Darío Valenzuela Van Treek, Pedro Hernández Garrido y Carlos Arellano, las que casi llevaron a la bancarrota financiera a la municipalidad; así como los efectos de los terremotos del 27 de febrero de 2010 y del 11 de marzo de 2010, que dejaron a sectores de la ciudad en ruinas. Todo esto, en medio de las secuelas de la gran recesión de 2008 a nivel nacional y mundial. 
Bajo su gestión en el periodo 2008-2012, se redujo la deuda y se instruyó una auditoría a la situación fiscal de la municipalidad. Asimismo, y en el marco de la reconstrucción post-terremoto, se realizaron una serie de obras de infraestructura, entre las que se destaca la construcción de parques y plazas, la construcción del Teatro Regional de Rancagua, la construcción de viviendas sociales en el sector de Punta del Sol (obra diseñada por el arquitecto Alejandro Aravena), entre otros avances realizados.

### Segundo Periodo (2012-2016)
En su segundo periodo, se impulsó diversas obras que complementarían lo realizado en el periodo 2008-2012, entre ellas, la construcción de la red de ciclovías de Rancagua, la modernización y actualización de centros deportivos en el marco de la Copa América 2015, la reapertura de la Casa de Cultura de Rancagua, entre otros hitos. 

### Tercer Periodo (2016-2021)
Pese a los logros alcanzados bajo su gestión, y a la consolidación de avances como el de la red de ciclovías comunal, el tercer periodo estuvo opacado por una serie de casos de corrupción e irregularidades, causas judiciales que siguen pendientes de resolución. Durante la crisis política en Chile de 2019, Soto mantuvo una postura ortodoxa y distante hacia la coalición en la que históricamente ha militado, situación que llevó finalmente a su negativa a presentarse a las elecciones de 2021. 

## Controversias

### Caso Teatro Regional de Rancagua
A fines de 2016, Marcelo Vidal dimitió de su cargo de director artístico del Teatro Regional de Rancagua -por presiones del Alcalde de Rancagua- debido a diversas situaciones contables irregulares detectadas mediante una auditoría independiente solicitada por la Municipalidad de Rancagua y los miembros del Concejo Municipal. Esta situación, y las denuncias presentadas en el Ministerio Público y en la Contraloría General de la República por el Gobierno Regional de O'Higgins, el exfuncionario Marcelo Vidal, el Consejo de Defensa del Estado y concejales de la zona en contra de la Municipalidad de Rancagua y del Teatro Regional de Rancagua fueron el inicio de un escándalo cuyo principal involucrado y presunto responsable fue el Alcalde de Rancagua Eduardo Soto Romero, quien meses antes había sido reelecto en una elección municipal donde el abstencionismo alcanzó casi el 80%.
A fines de 2017, un informe y auditoría de la Contraloría General de la República, constató las negligencias contables del Teatro Regional de Rancagua, antecedentes que fueron remitidos al Ministerio Público.
Una segunda arista del caso surgió cuando en noviembre de 2017 un reportaje del medio independiente POTQ Magazine reveló presuntos abusos sexuales por parte de un funcionario del Teatro Regional de Rancagua en contra de una artista de la zona. El funcionario había sido reclutado por el Teatro Regional de Rancagua - a instancias de Eduardo Soto Romero- para una serie de talleres dirigidos a niños y adolescentes, pese a que contaba con la prohibición judicial de trabajar con menores de edad. [cita requerida]
En un extenso reportaje publicado por CIPER el 2018, se especuló respecto del rol que tuvo el alcalde Eduardo Soto Romero en las irregularidades contables del Teatro Regional de Rancagua, y de una supuesta extorsión por parte de un supuesto amante, quien habría sido destinatario de gran parte de los fondos desfalcados del Teatro Regional de Rancagua. Hasta el día de hoy, el caso sigue pendiente de resolución por parte del poder judicial.

### Discrepancias con Chile Vamos
En rebeldía a la decisión de la coalición oficialista de apoyar la candidatura de Pamela Jadell, Soto decide impulsar la candidatura de quien fuera su mano derecha y director de SECPLAC Raimundo Agliati, en calidad de candidatura independiente, apoyado además por organizaciones vinculadas a ideas conservadoras y pentecostales. Las discrepancias de Soto con Jadell se iniciaron en 2018 debido a declaraciones de Soto, quien en un discurso público discrepó abiertamente de la posibilidad de que una mujer pudiera asumir el cargo de Alcalde de Rancagua, y otras actuaciones posteriores en las que Soto emitió declaraciones en las que dejaba entrever sus discrepancias con Jadell.

## Historial electoral

### Elecciones municipales de 2000
- Elecciones municipales de 2000, para la alcaldía de Rancagua[12]

| Candidato                  | Pacto        | Partido | Votos  | %     | Resultado |
| -------------------------- | ------------ | ------- | ------ | ----- | --------- |
| Pedro Hernández Garrido    | Alianza      | RN      | 26 094 | 29,81 | Alcalde   |
| Darío Valenzuela Van Treek | Concertación | PPD     | 25 620 | 29,27 | Concejal  |
| Claudio Sule Fernández     | Concertación | PRSD    | 12 952 | 15,24 | Concejal  |
| Ricardo Tudela Barraza     | Concertación | PDC     | 4046   | 4,62  | Concejal  |
| Edinson Ortiz González     | Concertación | PS      | 2279   | 2,60  | Concejal  |
| Eduardo Soto Romero        | Alianza      | UDI     | 1428   | 1,63  | Concejal  |
| Jacqueline Garate Guajardo | Concertación | PPD     | 716    | 0,82  | Concejal  |
| Pamela Medina Schulz       | Alianza      | ILC     | 680    | 0,78  | Concejal  |

### Elecciones municipales de 2004
- Elecciones municipales de 2004, para el concejo municipal de Rancagua[13]

| Candidato                 | Pacto                    | Partido | Votos | %     | Resultado |
| ------------------------- | ------------------------ | ------- | ----- | ----- | --------- |
| Arturo Jara Carrasco      | Independiente            | Ind.    | 8874  | 10,76 | Concejal  |
| Nicolás Díaz Sánchez      | Concertación Democrática | DC      | 8605  | 10,44 | Concejal  |
| Eduardo Soto Romero       | Alianza                  | UDI     | 8500  | 10,31 | Concejal  |
| Manuel Villagra Astorga   | Concertación Democrática | PPD     | 6622  | 8,03  | Concejal  |
| Juan Godoy Muñoz          | Independiente            | Ind.    | 6191  | 7,51  |           |
| Pamela Medina Schulz      | Alianza                  | UDI     | 5186  | 6,29  | Concejal  |
| Edinson Ortíz González    | Concertación Democrática | PS      | 5157  | 6,25  | Concejal  |
| Alex Valenzuela Van Treek | Concertación Democrática | PPD     | 4824  | 5,85  | Concejal  |
| Danilo Jorquera Vidal     | Juntos Podemos           | PC      | 3478  | 4,22  | Concejal  |

### Elecciones municipales de 2008
- Elecciones municipales de 2008, para la alcaldía de Rancagua[14]

| Candidato                  | Pacto                    | Partido | Votos  | %     | Resultado |
| -------------------------- | ------------------------ | ------- | ------ | ----- | --------- |
| Eduardo Soto Romero        | Alianza                  | UDI     | 36.385 | 44,10 | Alcalde   |
| Carlos Arellano Baeza      | Concertación Democrática | DC      | 33.254 | 40,30 |           |
| Darío Valenzuela Van Treek | Por un Chile Limpio      | ILA     | 8.056  | 9,76  |           |
| Hernán Lagos Oyarzún       | Juntos Podemos Más       | PC      | 4.818  | 5,84  |           |

### Elecciones municipales de 2012
- Elecciones municipales de 2012, para la alcaldía de Rancagua[15]

| Candidato                | Pacto                            | Partido | Votos  | %     | Resultado |
| ------------------------ | -------------------------------- | ------- | ------ | ----- | --------- |
| Eduardo Soto Romero      | Coalición                        | UDI     | 48.174 | 69,96 | Alcalde   |
| Carlos Arellano Baeza    | Concertación Democrática         | DC      | 16.492 | 23,95 |           |
| David Llancao Silva      | Independiente (El Cambio Por Ti) | ILC     | 2.592  | 3,76  |           |
| Ricardo Lisboa Henríquez | Más Humanos                      | PH      | 1.596  | 2,31  |           |

### Elecciones municipales de 2016
- Elecciones municipales de 2016, para la alcaldía de Rancagua.

| Candidato           | Pacto         | Partido | Votos  | %     | Resultado |
| ------------------- | ------------- | ------- | ------ | ----- | --------- |
| Eduardo Soto Romero | Chile Vamos   | Ind.    | 39.757 | 77,95 | Alcalde   |
| Alex Anich Allel    | Nueva Mayoría | PC      | 11.248 | 22,05 |           |